# 格兰杰博物馆
格兰杰博物馆（Grainger Museum）位于澳大利亚墨尔本墨尔本大学，记录作曲家、民俗学家、教育家和钢琴家珀西·格兰杰（1882-1961）的生活、职业和音乐。
1920年代初，格兰杰开始构思在家乡墨尔本建立自传博物馆，以便“存放所有的信件或笔记”。 格兰杰是一位语言纯化主义者，主张使用源自盎格鲁撒克逊和日耳曼词汇表的“蓝眼睛英语”。因此，他通常使用“过去的贮藏室”一词称呼博物馆，但在这种情况下同意使用“博物馆”一词。

## 建筑
该博物馆是由格兰杰本人提供资金，由墨尔本大学职员建筑师John Gawler设计，于1935年至1939年在墨尔本大学提供的土地上修建，1938年12月正式开放。 这是澳大利亚唯一一座自传博物馆。 该建筑已列入维多利亚遗产名录。
2003年，格兰杰博物馆因防水问题关闭了七年，修复后于2010年10月15日重新开放。

## 收藏
博物馆展示格兰杰的原始手稿和出版乐谱、乐器、现场录音、艺术品、照片、书籍和个人物品，包括他的鞭子和其他与性受虐有关的物品，以及专门介绍他母亲自杀的画廊。还有一些发声设备，格兰杰用来制作他的创新性和实验性的“自由音乐”。
博物馆拥有大量的档案收藏，包括约50000件信件（格兰杰与爱德华·格里格、弗雷德里克·戴留斯、西里尔·斯科特、尤利乌斯·伦特根等人的通信，以及收集的瓦格纳、柴可夫斯基等人的信件。这些藏品总共超过100000件，其中只有一小部分在展出。 其余的藏品可以通过预约进行研究。